# Infelix ego

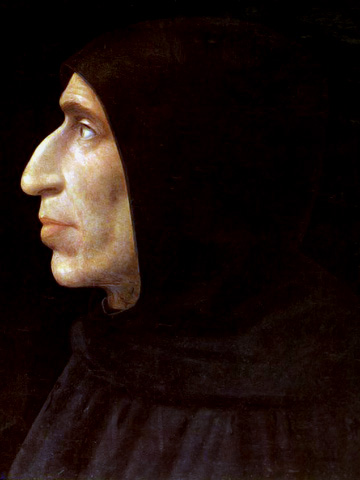
Girolamo Savonarola por Fray Bartolomeo, c. 1498.

Infelix ego ("Desgraciado de mí") es una meditación latina sobre el Salmo 51, Miserere, compuesto en prisión por Girolamo Savonarola el 8 de mayo de 1498, después de que fuera torturado en el potro, y dos semanas antes de que fuera quemado en la hoguera en la Plaza de la Señoría de Florencia el 23 de mayo de 1498. 
Las autoridades de prisión habían perdonado sólo su brazo derecho durante la tortura preliminar, de modo que Savonarola fuera capaz de firmar su confesión:  después de hacerlo, y en un estado de desesperación y no siendo lo bastante fuerte para resistir el dolor de su prolongada tortura,  escribió Infelix ego y una porción de otra meditación, Tristitia obsedit me, sobre el Salmo 30.  Fue ejecutado antes de que fuera capaz de terminar Tristitia obsedit me.
Savonarola fue destrozado por su propia debilidad personal al permitir que la tortura física sobrepasara su voluntad. Después de firmar la confesión, retractandose de sus creencias, e incluso negando que sus profecías hubieran sido enviadas por Dios mismo,  sintió la necesidad de postrarse ante su Dios y suplicar su perdón. El Salmo Penitencial 51 (50 en la numeración de la Septuaginta), el Miserere, proporcionó la inspiración para su grito largo y apasionado de misericordia, un documento que llegó a ser muy influyente en los años anteriores a la Reforma, especialmente en la historia de la música.
El 23 de mayo de 1498, Savonarola y otros dos frailes que eran sus seguidores fueron conducidos fuera de sus celdas a la plaza pública junto al Palacio de la Señoría.  Después de que sus delitos les fueran leídos,  fueron colgados en cadenas, y después quemados, y sus cenizas arrojadas al Arno, de forma que ninguna reliquia fuera recuperable por las multitudes de los seguidores del reformista. Aun así, las dos meditaciones de Savonarola fueron impresas casi inmediatamente; Laurentius de Rubeis hizo una de las primeras impresiones, en Ferrara, lugar de nacimiento de Savonarola, una ciudad qué continuó venerándolo hasta durante el siglo XVI.
| Infelix ego, omnium auxilio destitutus, qui coelum terramque offendi. Quo ibo? Quo me vertam? Ad quem confugiam? Quis mei miserebitur? Ad coelum levare oculos non audeo quia ei graviter peccavi. In terra refugium non invenio quia ei scandalum fui. Quid igitur faciam? Desperabo? Absit. Misericors est Deus, pius est salvator meus. Solus igitur Deus refugium meum. Ipse non despiciet opus suum non repellet imaginem suam. Ad te igitur, piissime Deus, Tristis ac moerens venio. Quoniam tu solus spes mea. Tu solus refugium meum. Quid autem dicam tibi, cum oculos levare non audeo? Verba doloris effundam, misericordiam tu am implorabo, et dicam. Miserere mei Deus secundum magnam misericordiam tuam. | Infeliz yo, de toda ayuda despojado, que contra el cielo y la tierra he ofendido. ¿Dónde puedo ir? ¿Dónde puedo acudir? ¿Hacia donde volaré? ¿Quién va a tener piedad de mí? No me atrevo a levantar los ojos al Cielo, pues contra él gravemente he pecado. No encuentro refugio en la tierra, pues para ella me convertido en un escándalo. ¿Qué debo hacer? ¿Desesperarme? Lejos de ello. Él es misericordioso, y Dios de amor es mi salvador. Sólo Dios será mi refugio. Él no desprecia su propio trabajo ni rechaza a su propia imagen. Para ti, entonces, oh Dios, el Compasivo, triste y doloroso vengo. Porque tú eres mi única esperanza, mi único refugio. ¿Qué te puedo decir,? Cuando no me atrevo a levantar mis ojos. Palabras de dolor derramaré, tu misericordia rogaré, y diré: Ten piedad de mí, oh Dios, conforme a tu gran misericordia. |

## Recepción e influencia
Infelix ego y su trabajo incompleto Tristitia obsedit me se extendido deprisa por todas partes de Europa después de la ejecución de Savonarola. De todas sus escritos llegaron a ser los más famosos, apareciendo en 15 ediciones en Italia alrededor de 1500, y siendo traducido a muchas lenguas europeas durante el siglo XVI. Martin Lutero estuvo impresionado por el par de meditaciones, y escribió un prefacio para ellas en su publicación de Wittenberg en 1523.  Su entusiata recepción de los escritos de Savonarola, incluyendo Infelix ego, ayudada por la supresión por la Iglesia católica. Mientras Infelix ego fue traducido a italiano, francés, alemán, flamenco, y español, había más ediciones de él en inglés que en cualquier otra lengua (21), todas las ediciones aparecieron entre 1534 y 1578.
Las meditaciones de Savonarola estuvieron entre los pocos trabajos de él que no fueron colocados en el Índice Librorum Prohibitorum, la lista de la Iglesia de libros prohibidos, por el Papa Paulo IV en 1559, durante el punto álgido de la Contrarreforma. Mientras la orden Dominicana consiguió impedir que todos los trabajos de Savonarola fueran colocados en el Índice, la Iglesia fue capaz de anular la impresión de todos ellos en Italia después de 1559, incluyendo Infelix ego.  Aun así, la impresión y la traducción de este trabajo continuó en Europa.
Infelix ego fue usado ampliamente por los músicos. Al principio, fue aludido en secreto, más que ser directamente puesto a música.  La versión del Misere de Josquin des Prez escrito en Ferrara alrededor 1503-1504, es un ejemplo de esto, con su estructura reflejando la meditación de Savonarola, imitando su simplicidad y estilo, e incluyendo un estribillo de "Miserere mei deus", después de cada verso, como en la meditación de Savonarola. Otro compositor que utilizó una técnica alusiva similar era Lupus Hellinck, quien escribió al menos tres composiciones inspiradas en Savonarola, incluyendo dos versiones del Miserere, ambos de los cuales aluden al de Josquin, y uno de los cuales fue utilizado por el compositor protestante francés Claude Le Jeune para su propia versión de la otra meditación en la prisión de Savonarola,Tristitia obsedit me.
Entre los compositores que pusieron música a Infelix ego hay que mencionar a Adrian Willaert (el primero lo hizo directamente sobre el texto), Cipriano de Rore, Nicola Vicentino, Simon Joly, Orlande de Lassus, por encargo del duque de Baviera en Múnich, Jacob Reiner y, en Inglaterra, William Byrd.  Otros tres compositores ingleses, William Hunnis, William Mundy y Thomas Ravenscroft, pusieron en música la meditación en la traducción inglesa de William Hunnis, "Ah helpless wretch".